# هانونيا
هانونيا هو جنسٌ من النباتات مِن عائلة الأمارلس. يُوجد منه نوعٌ واحد معروف فقط وهُو هانونيا هيسبريدوم ويستوطن في المغرب وتحديدًا في الغرب، رعن هرقل.